# Tỉnh tự trị Xã hội chủ nghĩa Vojvodina
Tỉnh tự trị Xã hội chủ nghĩa Vojvodina (tiếng Serbia-Croatia: Socijalistička Autonomna Pokrajina Vojvodina / Социјалистичка Аутономна Покрајина Војводина; tiếng Hungary: Vajdaság Szocialista Autonóm Tartomány) là một trong hai tỉnh tự trị của Cộng hòa Xã hội chủ nghĩa Serbia, thuộc Cộng hòa Liên bang Xã hội chủ nghĩa Nam Tư trước đây. Tỉnh này là tiền thân trực tiếp của tỉnh tự trị Vojvodina của Serbia ngày nay.
Tỉnh được chính thức thành lập vào năm 1945 sau kết quả của Chiến tranh thế giới thứ hai tại Nam Tư, với tên gọi Tỉnh tự trị Vojvodina (Autonomna Pokrajina Vojvodina / Аутономна Покрајина Војводина; tiếng Hungary: Vajdaság Autonóm Tartomány). Năm 1968, Vojvodina được trao quyền tự chủ chính trị ở mức độ cao hơn, và từ Xã hội chủ nghĩa được thêm vào tên chính thức của họ. Năm 1990, sau cuộc cải cách hiến pháp chịu ảnh hưởng của thứ được gọi là cách mạng chống quan liêu, quyền tự trị của tỉnh bị giảm xuống mức trước năm 1968, và thuật ngữ Xã hội chủ nghĩa bị loại bỏ khỏi tên gọi. Tỉnh bao gồm các khu vực Srem, Banat và Bačka, với thủ phủ là Novi Sad.
Trong suốt sự tồn tại của tỉnh, người Serb tại Vojvodina tạo thành nhóm dân tộc lớn nhất trong tỉnh, song song với điều này là sự khẳng định mạnh mẽ các yếu tố đa sắc tộc và đa văn hóa là trung tâm của bản sắc tỉnh. Bên cạnh tiêu chuẩn Serbia của tiếng Serbia-Croatia chính thức khi đó, Vojvodina xã hội chủ nghĩa còn chính thức sử dụng các ngôn ngữ khác bao gồm tiếng Hungary, tiếng Rusyn Pannonia, tiếng Slovak và tiếng Romania. Sau khi phe đối lập không giành được bất kỳ ghế nào trong cuộc bầu cử năm 1945, tỉnh được cai trị bởi Liên đoàn Những người cộng sản Vojvodina, một bộ phận của cả đảng cầm quyền Serbia và Nam Tư.

## Lịch sử

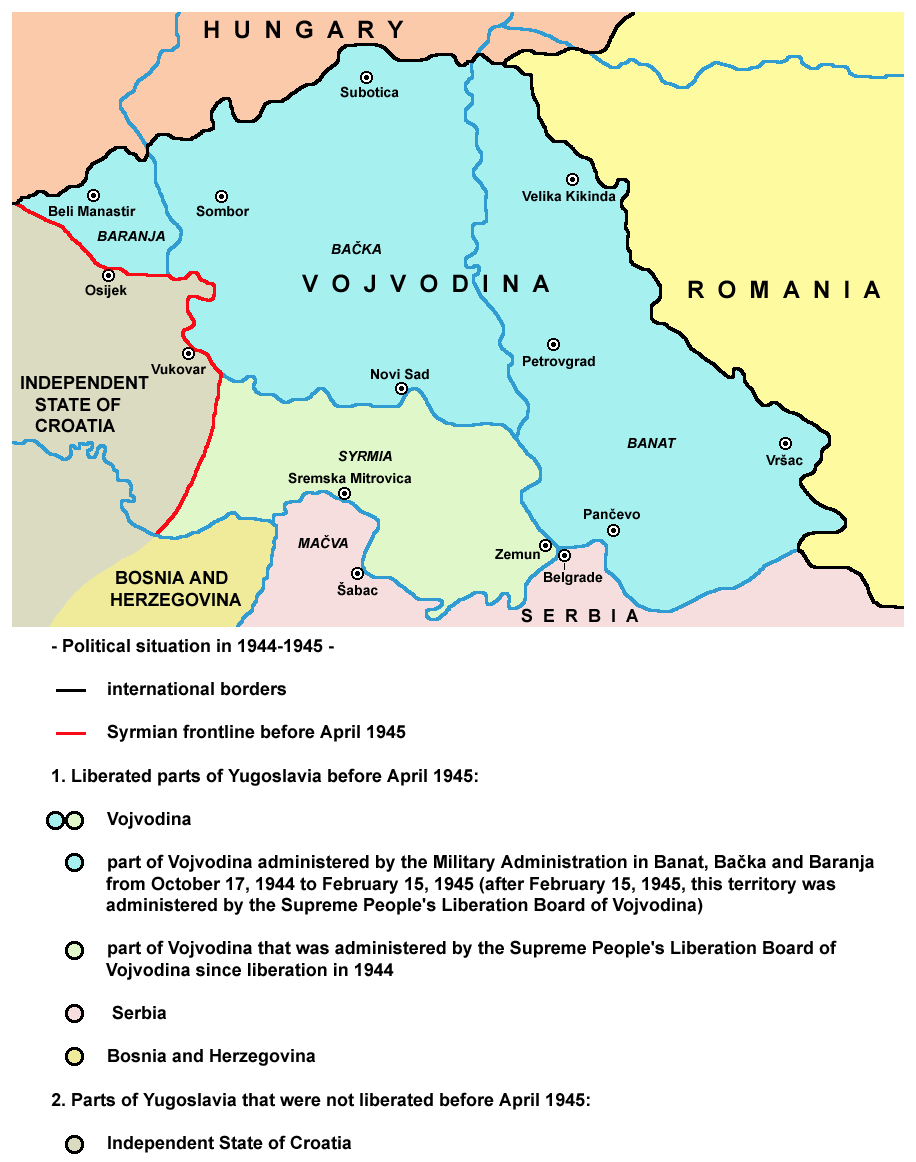
Tình hình chính trị năm 1944–1945

Trong Chiến tranh thế giới thứ hai tại Nam Tư (1941–1945), lãnh thổ này bị phe Trục chiếm đóng. Vào mùa thu năm 1944, Quân đội Nam Tư và Hồng quân trục xuất quân phe Trục khỏi hầu hết khu vực, các vùng đất này được đặt dưới chính quyền quân đội. Vào thời điểm đó, tình trạng chính trị của lãnh thổ vẫn chưa được xác định. Biên giới dự kiến của Vojvodina trong tương lai bao gồm các vùng Banat, Bačka, Baranja và hầu hết vùng Syrmia, bao gồm Zemun. Biên giới tạm thời theo pháp lý giữa Vojvodina và Croatia ở Syrmia là đường Vukovar-Vinkovci-Županja. Trên thực tế, các phần phía tây của Syrmia vẫn nằm dưới sự kiểm soát của quân đội phe Trục cho đến tháng 4 năm 1945. Từ ngày 17 tháng 10 năm 1944 đến ngày 27 tháng 1 năm 1945, phần lớn khu vực (Banat, Bačka, Baranja) nằm dưới quyền quản lý quân sự trực tiếp, và đến mùa xuân năm 1945, chính quyền khu vực lâm thời được thành lập.

### 1945–1968
Tỉnh tự trị Vojvodina (tiếng Serbia-Croatia: Autonomna Pokrajina Vojvodina / Аутономна Покрајина Војводина) được thành lập vào năm 1945, với tư cách là một tỉnh tự trị trong Cộng hòa Nhân dân Serbia, một đơn vị liên bang của Cộng hòa Nhân dân Liên bang Nam Tư.
Quá trình được bắt đầu vào ngày 30–31 tháng 7 năm 1945, khi hội đồng tỉnh lâm thời của Vojvodina quyết định rằng tỉnh nên gia nhập Serbia. Quyết định này được xác nhận trong phiên họp thứ ba của AVNOJ vào ngày 10 tháng 8 năm 1945, và luật quy định tình trạng tự trị của Vojvodina trong Serbia được thông qua vào ngày 1 tháng 9 năm 1945. Biên giới cuối cùng của Vojvodina với Croatia và  Trung Serbia được định nghĩa vào năm 1945: Baranja và tây Syrmia được giao cho Croatia, trong khi các phần nhỏ của Banat và Syrmia gần Beograd được giao cho Trung Serbia. Một phần nhỏ phía bắc Mačva gần Sremska Mitrovica được giao cho Vojvodina.  Thủ phủ của tỉnh là Novi Sad, cũng là thủ phủ của tỉnh Danube Banovina cũ tồn tại từ trước Chiến tranh thế giới thứ hai.
Vị thế của Vojvodina trong Serbia được xác định trong Hiến pháp Nam Tư (1946) và Hiến pháp Serbia (1947). Quy chế đầu tiên của tỉnh tự trị Vojvodina được thông qua vào năm 1948 và quy chế thứ hai vào năm 1953. Sau khi cải cách hiến pháp năm 1963, quy chế thứ ba được thông qua trong cùng năm.

### 1968–1990

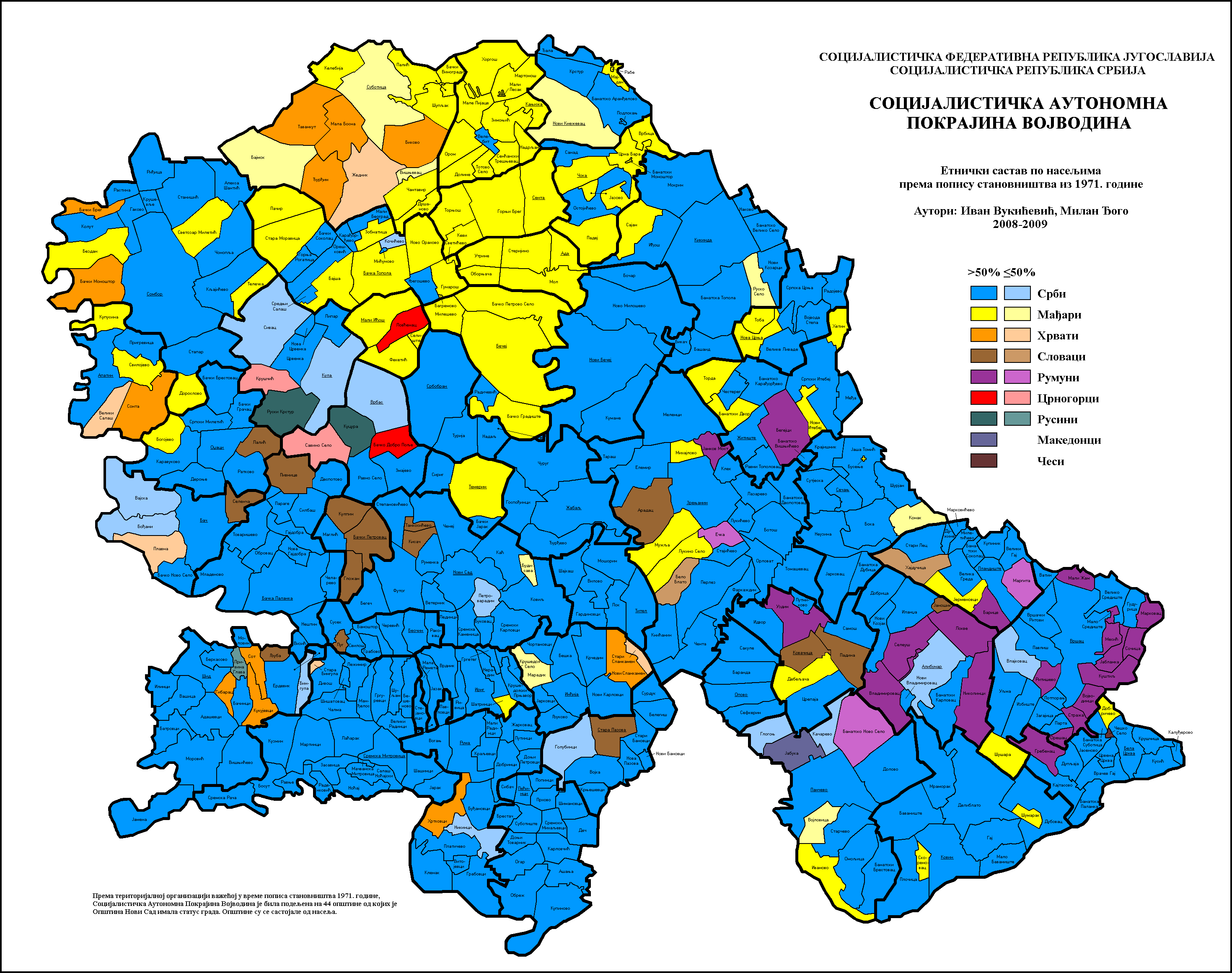
Bản đồ dân tộc (1971)

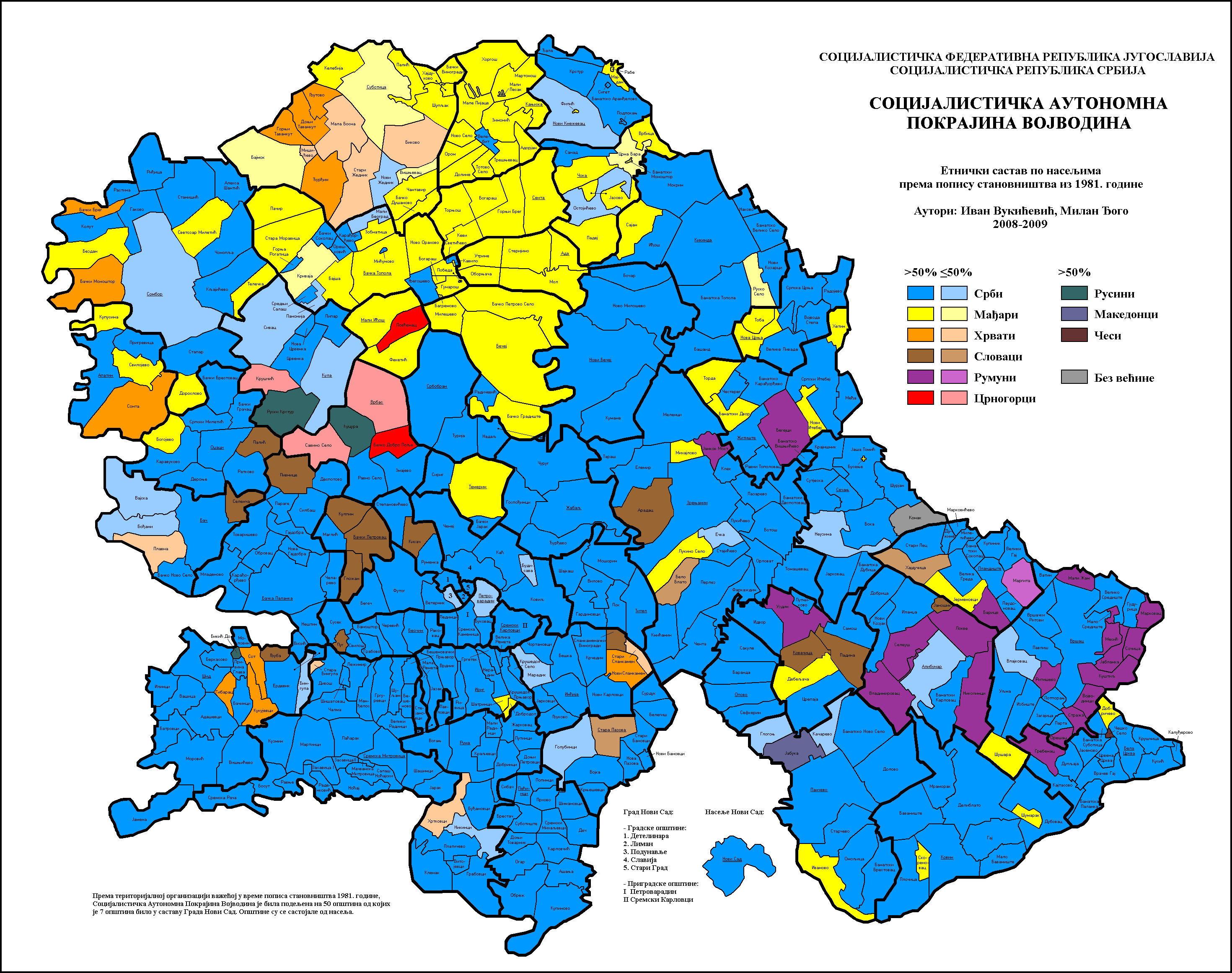
Bản đồ dân tộc (1981)

Cho đến năm 1968, Vojvodina được hưởng một mức độ tự trị hạn chế trong Serbia. Sau cải cách hiến pháp được ban hành vào năm 1968, tỉnh được trao quyền tự trị cao hơn, và tên của tỉnh được đổi thành Tỉnh tự trị Xã hội chủ nghĩa Vojvodina (tiếng Serbia-Croatia: Socijalistička Autonomna Pokrajina Vojvodina / Социјалистичка Аутономна Покрајина Војводина). Theo Luật Hiến pháp ngày 21 tháng 2 năm 1969, tỉnh này đạt được quyền tự trị lập pháp, đồng thời bốn ngôn ngữ thiểu số cũng được công nhận (ngoài tiếng Serbia-Croatia) là ngôn ngữ chính thức (Điều 67) trong tỉnh (Magyar, Slovak, Romania, Rusyn).
Theo Hiến pháp Nam Tư 1974, tỉnh giành được quyền tự trị cao hơn, xác định Vojvodina (vẫn còn nằm trong Serbia) là một trong những chủ thể của liên bang Nam Tư, đồng thời trao cho tỉnh này quyền biểu quyết tương đương với chính Serbia trong ban chủ tịch tập thể của liên bang. Hiến pháp của tỉnh tự trị Xã hội chủ nghĩa Vojvodina (Ustav Socijalističke Autonomne Pokrajine Vojvodine / Устав Социјалистичке Аутономне Покрајине Војводине) được thông qua vào năm 1974, trở thành đạo luật pháp lý cao nhất của tỉnh, thay thế Luật Hiến pháp năm 1969 trước đó.
Sau cải cách hiến pháp tại Nam Tư (1988), quá trình dân chủ hóa được bắt đầu. Năm 1989, các sửa đổi Hiến pháp Serbia được thông qua, hạn chế quyền tự trị của Vojvodina. Dưới sự cai trị của tổng thống Serbia Slobodan Milošević, Hiến pháp mới của Serbia được thông qua vào ngày 28 tháng 9 năm 1990, loại bỏ từ xã hội chủ nghĩa khỏi tên chính thức và giảm thêm quyền lợi của các tỉnh tự trị. Sau đó, Vojvodina không còn là chủ thể của liên bang Nam Tư nữa mà chỉ còn là tỉnh tự trị của Serbia với mức độ tự trị hạn chế. Tên của tỉnh cũng được hoàn nguyên thành tỉnh tự trị Vojvodina.
Trong toàn bộ thời kỳ từ 1945 đến 1990, đảng chính trị được cấp phép duy nhất trong tỉnh là Liên đoàn Những người cộng sản Vojvodina, là một phần của Liên đoàn Những người cộng sản Serbia và một phần của Liên đoàn Những người cộng sản Nam Tư.

## Thể chế
Các thể chế của tỉnh tự trị Xã hội chủ nghĩa Vojvodina bao gồm:
- Ban chủ tịch (Predsedništvo)
- Cơ quan làm việc của ban chủ tịch (Radna tela predsedništva):
  - Hội đồng phòng thủ nhân dân (Savet za narodnu odbranu)
  - Hội đồng bảo vệ hệ thống hiến pháp (Savet za zaštitu ustavnog poretka)
  - Ủy ban các vấn đề về tổ chức và nhân sự (Komisija za organizaciona i kadrovska pitanja)
  - Ủy ban ân xá (Komisija za pomilovanja)
  - Uỷ ban các ứng dụng và đề xuất (Komisija za predstavke i predloge)
  - Uỷ ban huy chương (Komisija za odlikovanja)
  - Uỷ ban cải cách kinh tế (Komisija za privrednu reformu)
- Nghị viện (Skupština)
- Các hội đồng của nghị viện (Veća skupštine):
  - Hội đồng công việc liên quan (Veće udruženog rada)
  - Hội đồng các khu tự quản (Veće opština)
  - Hội đồng chính trị-xã hội (Društveno-političko veće)
- Các ủy ban cấp tỉnh (Pokrajinski komiteti): **Uỷ ban cấp tỉnh về năng lượng và nguyên liệu (Pokrajinski komitet za energetiku i sirovine)
  - Uỷ ban cấp tỉnh về hợp tác quốc tế (Pokrajinski komitet za međunarodnu saradnju)
  - Uỷ ban cấp tỉnh về giao thông và liên kết (Pokrajinski komitet za saobraćaj i veze)
  - Uỷ ban cấp tỉnh về kinh tế nước (Pokrajinski komitet za vodoprivredu)
  - Uỷ ban cấp tỉnh về giáo dục và văn hoá (Pokrajinski komitet za obrazovanje i kulturu)
  - Uỷ ban cấp tỉnh về công việc (Pokrajinski komitet za rad)
  - Uỷ ban cấp tỉnh về y tế và bảo vệ xã hội (Pokrajinski komitet za zdravlje i socijalnu zaštitu)
  - Uỷ ban cấp tỉnh về vác vấn đề cựu chiến binh và người tàn tật (Pokrajinski komitet za boračka i invalidska pitanja)
  - Uỷ ban cấp tỉnh về các vấn đề đô thị, nhà ở và môi trường nhân sinh (Pokrajinski komitet za  urbanizam, stambena pitanja i zaštitu čovekove sredine)
  - Uỷ ban cấp tỉnh về thông tin (Pokrajinski komitet za informacije)
  - Uỷ ban cấp tỉnh về kế hoạch hoá xã hội (Pokrajinski komitet za društveno planiranje)
  - Uỷ ban cấp tỉnh về lập pháp (Pokrajinski komitet za zakonodavstvo)
  - Uỷ ban cấp tỉnh về khoa học và tin học (Pokrajinski komitet za nauku i informatiku)
- Các hội đồng xã hội cấp tỉnh (Pokrajinski društveni saveti):
  - Uỷ ban xã hội cấp tỉnh về vấn đề điều tiết xã hội (Pokrajinski društveni savet za pitanja društvenog uređenja)
  - Uỷ ban xã hội cấp tỉnh về phát triển kinh tế và chính trị kinh tế (Pokrajinski društveni savet za privredni razvoj i ekonomsku politiku)
  - Uỷ ban xã hội cấp tỉnh về quan hệ đối ngoại (Pokrajinski društveni savet za odnose sa inostranstvom)
- Chính phủ (Izvršno veće)
- Các cơ quan quản lý cấp tỉnh (Pokrajinski organi uprave):
  - Bí thư cấp tỉnh về phòng thủ nhân dân (Pokrajinski sekretarijat za narodnu odbranu)
  - Bí thư cấp tỉnh về nội vụ (Pokrajinski sekretarijat za unutrašnje poslove)
  - Bí thư cấp tỉnh về thẩm quyền và quản lý (Pokrajinski sekretarijat za pravosuđe i upravu)
  - Bí thư cấp tỉnh về tài chính (Pokrajinski sekretarijat za finansije)
  - Bí thư cấp tỉnh về công nghiệp, xây dựng, và các hoạt động cấp ba (Pokrajinski sekretarijat za industriju, građevinarstvo i tercijarne delatnosti)
  - Bí thư cấp tỉnh về nông nghiệp, công nghiệp thực phẩm và công nghiệp gỗ (Pokrajinski sekretarijat za poljoprivredu, prehrambenu industriju i šumarstvo)
  - Bí thư cấp tỉnh về thị trường, giá cả, theo dõi diễn biến kinh tế, và du lịch (Pokrajinski sekretarijat za  tržište, cene, praćenje privrednih kretanja i turizam)
- Các tổ chức hành chính cấp tỉnh (Pokrajinske upravne organizacije):
  - Tổ chức cấp tỉnh về kế hoạch hoá xã hội (Pokrajinski zavod za društveno planiranje)
  - Tổ chức cấp tỉnh về statistics (Pokrajinski zavod za statistiku)
  - Tổ chức cấp tỉnh về hành chính công (Pokrajinski zavod za javnu upravu)
  - Tổ chức cấp tỉnh về hợp tác khoa học, văn hóa, giáo dục và kỹ thuật quốc tế (Pokrajinski zavod za međunarodnu naučnu, kulturnu, prosvetnu i tehničku saradnju)
  - Tổ chức cấp tỉnh về khí tượng thuỷ văn (Pokrajinski hidrometeorološki zavod)
  - Tổ chức cấp tỉnh về nhân sự (Pokrajinski zavod za kadrovske poslove)
  - Tổ chức cấp tỉnh về giá cả và giám sát phát triển kinh tế (Pokrajinski zavod za cene i praćenje privrednih kretanja)
  - Cơ quan quản lý cấp tỉnh về các vấn đề trắc địa và tài sản-tư pháp (Pokrajinska uprava za geodetske i imovinsko-pravne poslove)
  - Cơ quan quản lý ngân sách (Uprava za budžet)
  - Cơ quan quản lý cấp tỉnh về lợi ích xã hội (Pokrajinska uprava društvenih prihoda)
  - Ban giám đốc cấp tỉnh về dự trữ (Pokrajinska direkcija za robne rezerve)
  - Dịch vụ tổng hợp và công tác liên tịch của các cơ quan cấp tỉnh (Službe za opšte i zajedničke poslove pokrajinskih organa)
- Các cơ quan tư pháp của tỉnh tự trị XHCN Vojvodina (Pravosudni organi SAP Vojvodine):
  - Toà án hiến pháp Vojvodina (Ustavni sud Vojvodine)
  - Toà án tối cao Vojvodina (Vrhovni sud Vojvodine)
  - Viện kiểm sát công cộng của tỉnh tự trị XHCN Vojvodina (Javno tužilaštvo SAP Vojvodine)
  - Cơ quan bảo vệ pháp lý công cộng tỉnh tự trị XHCN Vojvodina (Javno pravobranilaštvo SAP Vojvodine)
  - Cơ quan bảo vệ quyền tự chủ tư pháp xã hội cấp tỉnh (Pokrajinski društveni pravobranilac samoupravljanja)
  - Tòa án của công việc hợp tác (Sud udruženog rada)

### Chủ tịch
Các chủ tịch của tỉnh tự trị Xã hội chủ nghĩa Vojvodina:
- Radovan Vlajković (1974–1981)
- Predrag Vladisavljević (1981–1982)
- Danilo Kekić (1982–1983)
- Đorđe Radosavljević (1983–1984)
- Nandor Major (1984–1985)
- Predrag Vladisavljević (1985–1986)
- Đorđe Radosavljević (1986–1988)
- Nandor Major (1988–1989)
- Jugoslav Kostić (1989–1991)

## Nhân khẩu
Điều tra nhân khẩu 1948
Điều tra nhân khẩu 1953
Điều tra nhân khẩu 1961

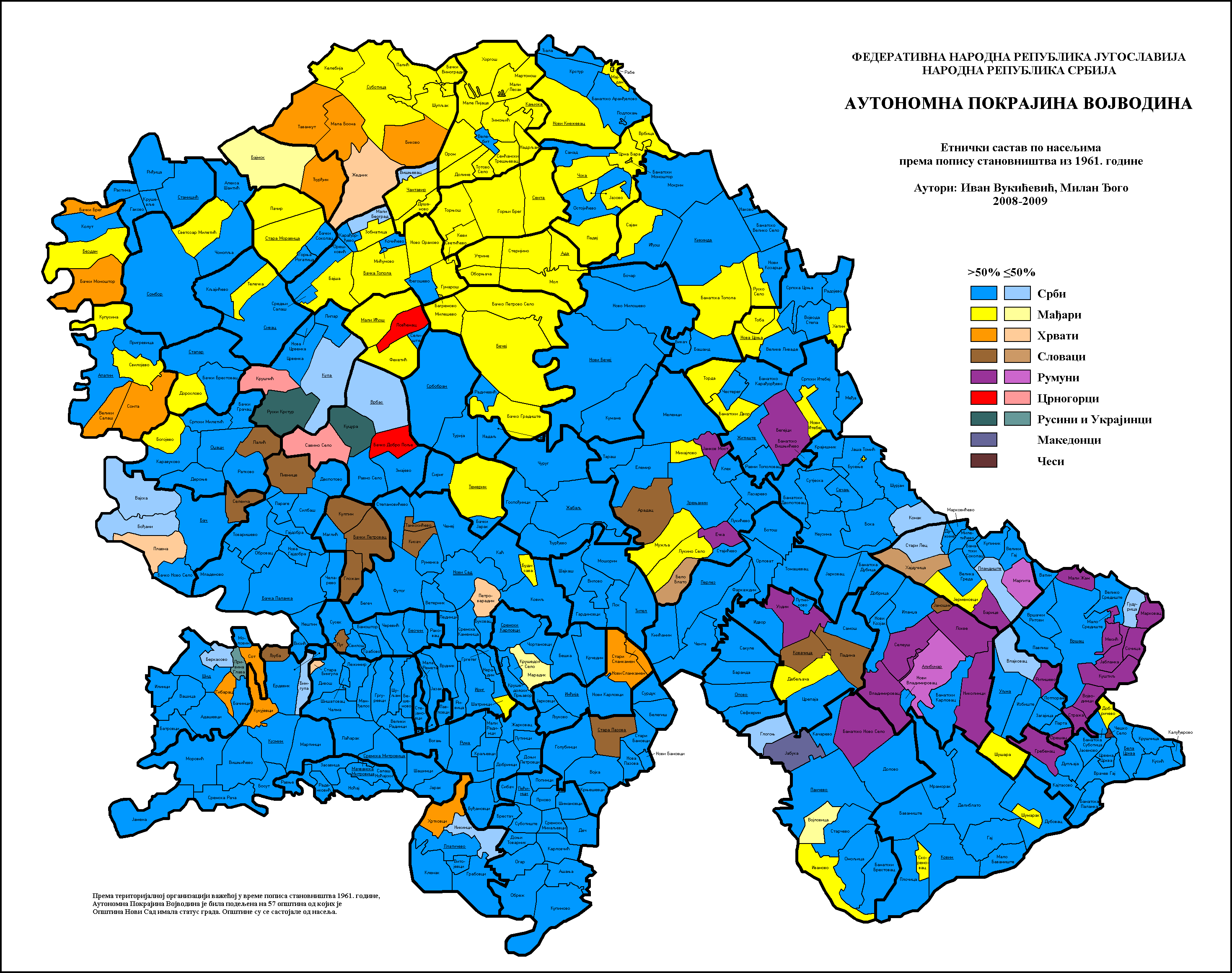
Bản đồ dân tộc (1961)

Theo điều tra nhân khẩu năm 1981, dân số của tỉnh bao gồm:
- Người Serb = 1.107.375 (54.4%)
- Người Hungary = 385.356 (18,9%)
- Người Croat = 119.157 (5,9%)
- Người Slovak = 69.549 (3,4%)
- Người Romania = 47.289 (2,3%)
- Người Montenegro = 43.304 (2,1%)
- Người Rusyn và Ukraina = 24.306 (1,2%)
- Khác = 238.436 (11,8%)